# Crawford Gear Company
Crawford Gear Company Ltd. war ein britischer Hersteller von Automobilen.

## Unternehmensgeschichte
Das Unternehmen aus Coventry begann 1901 mit der Produktion von Automobilen. Der Markenname lautete Crawford. Im gleichen Jahr endete die Produktion.

## Fahrzeuge
Zu den Fahrzeugen liegen keine Details vor.